# 悟空 (聲優事務所)
有限公司 悟空（日語：有限会社 悟空）是一家位於日本東京都品川區大崎的聲優經紀公司。成立於2004年5月9日。由聲優山口勝平代表、在東京都澀谷區成立。

## 所屬聲優

### 男性
- 山口勝平
- 天野悠（日语：天野ユウ）
- 尾形雅宏（日语：尾形雅宏）

### 女性
- 樹元織江

### 業務提攜
- 山口茜[2][3]

## 過往所屬聲優
- 岡本麻彌（現所屬：Dana Works （页面存档备份，存于））
- 川鍋雅樹（日语：川鍋雅樹）
- 真坂美帆（日语：真坂美帆）（舊藝名：仲埜希、中野美穗，現所屬：Just Production（日语：ジャストプロ））

## 外部連結
- 有限公司 悟空公式官網 （页面存档备份，存于） （日語）
  -  （日語）－山口勝平的官方個人部落格。
  -  （日語）－樹元織江的官方個人部落格。